# آندرانیک اوزانیان
آندرانیک با نام اصلی آندرانیک توروسی اوزانیان (به ارمنی: Անդրանիկ Թորոսի Օզանյան) , (به انگلیسی: Andranik Toros Ozanian) (‏۱۹۲۷ - ۱۸۶۵)، ژنرال ارمنی، فعال مدنی و سیاسی، مبارز استقلال طلب و قهرمان ملی ارمنیان و عضو فدراسیون انقلابی ارمنی بود.
آندرانیک در جنگ‌های بالکان در ارتش بلغارستان و علیه عثمانی شرکت کرد وی همچنین در زمان جنگ جهانی اول در عملیات جنگی در قفقاز شرکت نمود و به‌عنوان فرمانده گردان یکم، واحدهای داوطلب ارمنی انتخاب شد.

## جنگ جهانی اول

### پیش زمینه
در ۴ ژانویهٔ ۱۹۱۵ میلادی نیروهای ویژهٔ اسماعیل انور و به فرماندهی «عمر ناسی» شهر ارومیه را اشغال کردند و یک هفته بعد نیروهای «عمر فوزی» تبریز را اشغال کرد. بعد با پیوستن نیروهای «خلیل بیگ» با نیروهای «عمر فوزی» وارد ارومیه بعد سلماس شدند.
کاوه بیات در مقدمهٔ کتاب «ارومیه در محاربهٔ عالم‌سوز» می‌نویسد:
با یورش سراسری نیروهای عثمانی بر نیروهای روسیه، نبرد ساری‌قمیش در دسامبر ۱۹۱۴ ـ ژانویهٔ ۱۹۱۵ میلادی جبههٔ آذربایجان نیز با آنکه در حاشیهٔ این تحولات قرار داشت، دگرگونی‌هایی را تجربه کرد؛ غافلگیری ناشی از این حمله چنان بود که فرماندهی نظامی روسیه گذشته از تحمل شکست‌های پیاپی در مراحل نخست جنگ، برای تقویت مواضع خود در جبهه‌های اصلی نبرد به نیروهای مستقر در آذربایجان دستور داد که به سوی قفقاز عقب‌نشینی کنند. با عقب‌نشینی نیروهای روسیه، بسیاری از مسیحیان آن حدود بدون وسایل کافی و در شرایط سخت زمستانی به سمت مناطق شمالی‌تر آذربایجان ـ خوی و جلفا ـ حرکت کردند و گروهی نیز از ارومیه گریخته و به میسیون‌های خارجی پناهنده شدند. نیروهای عثمانی و نیروهای نامنظم همراه آنان در ۲ ژانویهٔ ۱۹۱۵ ارومیه و یک هفته بعد نیز تبریز را متصرف شدند. مصائبی که در این تغییر و تبدیل دامن‌گیر مسیحیان شد؛ بر تحولات بعدی آن حدود تأثیر تعیین‌کننده‌ای بر جای نهاد. در این دوره افزون‌بر سختی‌های ناشی از کوچ یک باره ده‌ها هزار آواره در شرایط سخت زمستانی، قتل و غارت مجامع مسیحی اطراف که بیشتر از سوی نیروی نامنظم همراه با عثمانی‌ها صورت گرفت. در روایات آشوری و اروپایی از تحولات این دوره، از نهب و غارت ۷۰ روستای مسیحی‌نشین در روزهای نخست ژانویه ۱۹۱۵ یاد شده که در نهایت به مهاجرت ۲۵ هزار ارمنی و آشوری به سوی مرزهای روسیه منجر شد. در این میان گفته می‌شود حدود ۶۰ آشوری که در میسیون فرانسه پناه گرفته بودند نیز به دست ترک‌ها کشته شدند. در مجموع تلفات آشوری‌ها حدود ۵٬۰۰۰ نفر برآورد شده که جز ۱٬۰۰۰ نفر که در زد و خوردهای ارومیه جان باختند.

### نبرد
با وقوع جنگ جهانی اول بین متفقین (روسیه، فرانسه و بریتانیا) و دولت عثمانی، آلمان و اتریش، آندرانیک از بلغارستان به روسیه نقل مکان کرد. آندرانیک فرماندهی گردان یکم واحد داوطلب ارمنی که با ۱٬۲۰۰ سرباز ارمنی تشکیل شده بود را بر عهده گرفت و از نوامبر ۱۹۱۴ تا اوت ۱۹۱۵ میلادی در عملیات جنگی در قفقاز و در آوریل ۱۹۱۵ میلادی در نبرد دیلمقان به همراه ژنرال توماس نازاربکیان شرکت نمود.
گردان یکم بخاطر رشادت‌های رزمی خود معروف بود. این گردان در ماه آوریل ۱۹۱۵ جنگ‌های پیروزمندانه‌ای در حوالی شهر دیلمقان شهرستان سلماس، در مسیر وان انجام داد و به همراه نیروهای روسی، سپاه ۱۲ هزار نفری هلیل بیگ را به کل متلاشی کرد.
با این پیروزی، پیشروی نیروهای تُرک به ماوراء قفقاز متوقف شد. جوخهٔ گردان با تعقیب هلیل بیگ، از مرز ایران ـ ترکیه گذشت و ضربهٔ جدیدی به تُرک‌ها در گردنهٔ خاناسور وارد کرده و وارد باش‌قلعه شد؛ با این کار، از رسیدن نیروهای کمکی تُرک به سپاهیان جودت بیگ که در حال حمله به وان بودند جلوگیری شد.
در روز هشتم ژوئن ۱۹۱۸، گردان چهارم به فرماندهی یعقوب شوکی پاشا تبریز را به تصرف درآورد ولی با نیروهای آندرانیک که تعداد آنان به ۴٬۰۰۰ نفر می‌رسید و از وان به سمت ایران به حرکت درآمده بودند برخورد کرد. آندرانیک در ۱۵ ژوئن از گردان چهارم از لشکر دوازدهم نیروهای یعقوب شوکی پاشا شکست خورد و در روز ۱۸ ژوئن نیروهای شوکی پاشا وارد دیلمان شدند. در ۲۴ ژوئن نیروهای آندرانیک موفق شدند در خوی لشکر عثمانی را به عقب برانند. در همان زمان گردان پنجم در نبرد با نیروهای ۱٬۵۰۰ نفری ارمنی مجبور به عقب‌نشینی می‌شود. در ۳۱ ژوئیه، جنوب ارومیه به تصرف گردان چهارم در می‌آید و سرانجام ارتش نهم بریتانیا وارد آذربایجان می‌شود و درگیری‌ها به پایان می‌رسد و یک اردوگاه بزرگ برای پناهندگان آشوری و ارمنی در بعقوبهٔ عراق می‌سازد. در ۳۰ اکتبر ۱۹۱۸ میلادی که بعد از شکست عثمانی در جنگ جهانی اول متارکهٔ مودروس به امضاء می‌رسد.

## سرانجام

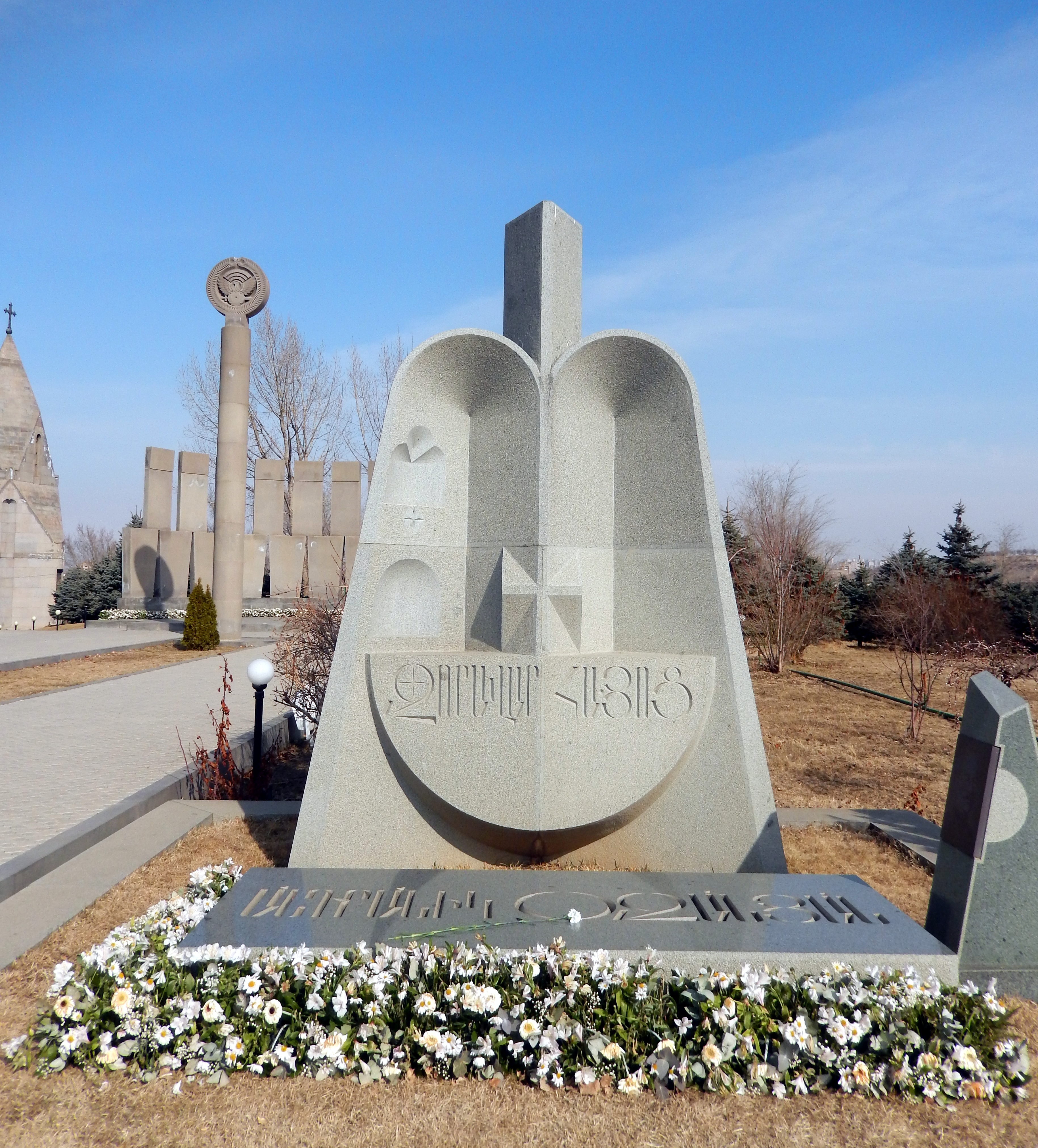

آندرانیک پنج سال آخر عمرش را در شهر فرزنو می‌زیست تا عاقبت در تاریخ ۳۱ اوت ۱۹۲۷ در سن ۶۲ سالگی درگذشت تصمیم گرفتند که وی را در ارمنستان به خاک بسپارند اما توسط حکومت کمونیستی از این کار جلوگیری شد به ناچار وی را در گورستان پر-لاشز دفن کردند ولی عاقبت در سال ۲۰۰۰ م. باقی‌ماندهٔ جسد وی به ارمنستان انتقال داده شد و در گورستان نظامی یرابلور به خاک سپرده شد.

## نگارخانه

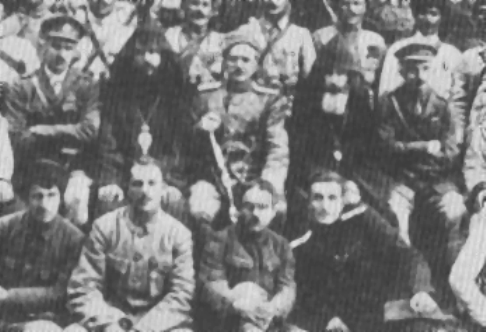
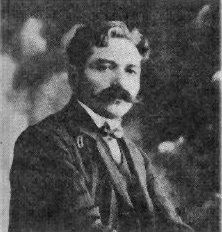
آندرانیک در دههٔ ۱۹۱۰
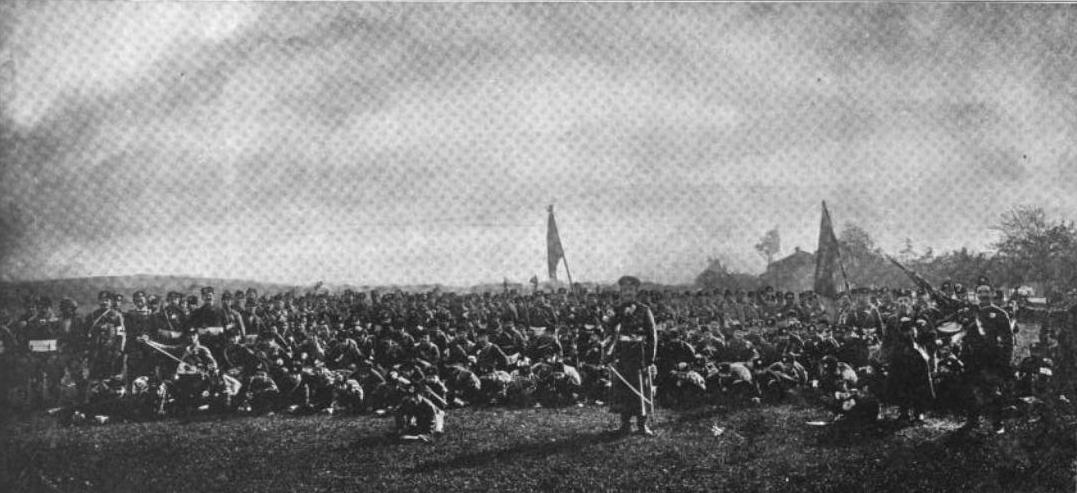
نیروهای داوطلب ارمنی به فرماندهی آندرانیک در جنگ بالکان
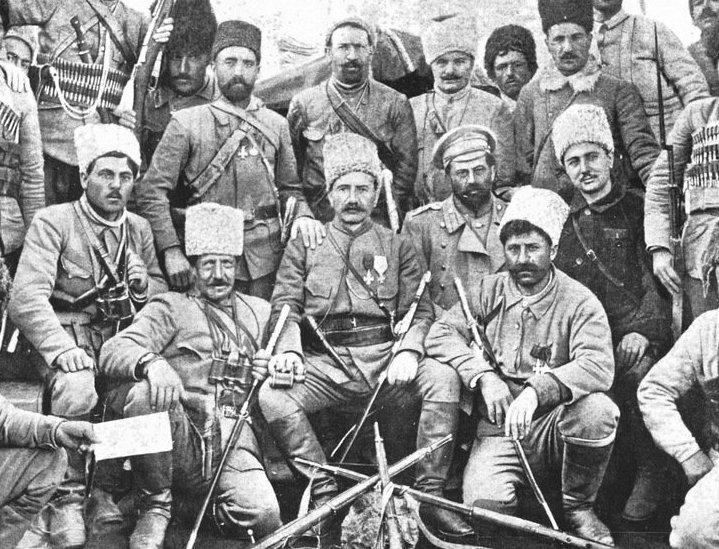
آندرانیک و نیروهایش در طی جنگ جهانی اول
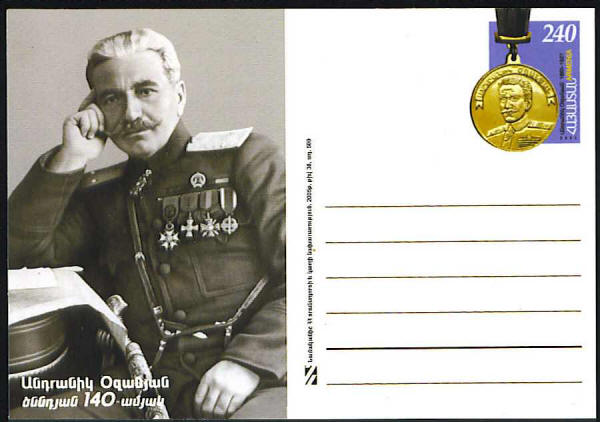